# Malpesa
Malpesa es un caserío del municipio español de Altarejos, perteneciente a la provincia de Cuenca, en la comunidad autónoma de Castilla-La Mancha.

## Historia
A mediados del siglo XIX, la aldea, que por entonces se decía que pertenecía al término de la Parrilla, tenía contabilizadas 4 casas. Aparece descrita en el decimoprimer volumen del Diccionario geográfico-estadístico-histórico de España y sus posesiones de Ultramar de Pascual Madoz de la siguiente manera:

MALPESA: ald. en la prov. y part. jud. de Cuenca, térm. jurisd. de la Parrilla, y propiedad de Don Cárlos Martínez Unda: su sit. es llana, y el clima algo frio, sano, y combatido por el viento de N. y S. Consta de 4 casas habitadas por otros tantos labradores ocupados en el cultivo de su terreno, que es de secano y mediana calidad: sus prod. son trigo, cebada, centeno, y en sus montes que estan poblados de mata baja, de roble, carrasca, estepa, pino, romero, enebro y uva hursi, se cria algun ganado lanar y cabrío, y caza de liebres, perdices y conejos.
(Madoz, 1848, pp. 114-115)

En la actualidad es una finca del término municipal de Altarejos.